# لويس كاليب بيك
لويس كاليب بيك (بالإنجليزية: Lewis Caleb Beck)‏ هو كيميائي وعالم نبات أمريكي، ولد في 4 أكتوبر 1798 في سكنيكتادي في الولايات المتحدة، وتوفي في 20 أبريل 1853 في ألباني في الولايات المتحدة.